# Геласій Кизицький
Геласій Кизицький (грец. Γελάσιος Κυζικηνός) — візантійський історик, церковний письменник другої частини V столітті. У рукописах, що приписують йому, авторство не вказане. Ім'я автора – Геласій – було зазначено лише у «Бібліотеці» патріарха Фотія I Константинопольського.

## Біографія
Анонімний автор є сином жерця поліса Кизик. Він писав у римській провінції Віфінія в Малій Азії близько 475 року, щоб довести євтихійцям, що Нікейські отці не вчили монофізитства. Ці подробиці він наводить у своїй передмові. Крім того, про його особистість нічого не відомо.

## Праці
Його «Синтагма» або збірка Діянь Першого Нікейського собору досі вважалася роботою жалюгідного упорядника; однак останні дослідження вказують на його певне значення. Вона поділена на три книги: книга I розповідає про життя Констянтина аж до 323 року; книга II Історії собору в тридцяти шести розділах; з книги III опубліковано лише фрагменти.
Вся книга III була відкрита кардиналом Май в Амброзіанській бібліотеці, і її зміст повністю описаний Олером. Можна сказати, що серйозне вивчення джерел Геласія почалося з того, що Тернер ідентифікував довгі уривки, взяті з Руфінуса у книзі II. Повний аналіз джерел, зусиллями якого Геласію повернули місце серед серйозних істориків Церкви, якого він був помилково позбавлений, а також надали вагу досі загалом відкинутій ідеї про те, що був офіційний запис Діянь Нікейського собору. Крім того, саме з нього Далматій вивів початкову промову Констянтина, сповідь Осія Кордубського, діалог з Федоном і дев'ять догматичних конституцій, які Гефеле визнав «безперечно підробними».
«Іоанн», на якого посилається Геласій, як про попередника Феодорита, досі не ідентифікований; від нього були отримані опубліковані частини книги III, листи Костянтина до Арія, до церкви Нікомедія та до Феодота, усі з яких є автентичними. Він також доводить, що порівняння листа Костянтина до Тирського синоду, наданого Геласієм і Афанасієм, показує, що Геласій дає оригінал, Афанасій — скорочену версію.